# امستردام (کالیفرنیا)
امستردام، کالیفرنیا (به انگلیسی: Amsterdam, California) یک منطقهٔ مسکونی در ایالات متحده آمریکا است که در کالیفرنیا واقع شده‌است.

## خصوصیات
امستردام ۶۷ متر بالاتر از سطح دریا واقع شده‌است.